# Daphnopsis ekmanii
Daphnopsis ekmanii är en tibastväxtart som beskrevs av Domke. Daphnopsis ekmanii ingår i släktet Daphnopsis och familjen tibastväxter. Inga underarter finns listade i Catalogue of Life.